# Axel Kjäll
John Axel Kjäll (1º giugno 1981) è un allenatore di calcio, dirigente sportivo ed ex calciatore svedese, di ruolo difensore.

## Carriera

### Giocatore
Ha iniziato a giocare a calcio all'età di quattro anni, entrando a far parte dell'Örebro.
Nel 2000 ha giocato le prime partite in prima squadra, rimanendo nella rosa della formazione bianconera fino al termine della stagione 2005. Durante questo periodo ha collezionato complessivamente 50 presenze in campionato, di cui 29 in Allsvenskan e 21 in Superettan.
Dal 2006 fino al luglio del 2008 ha fatto parte del Trelleborg, ma in due anni e mezzo gli infortuni gli hanno consentito di giocare un solo match di coppa.
Nell'estate 2008 è ritornato a Örebro, per giocare però non più con la principale squadra cittadina, bensì con il Forward militante in Division 1 Norra. All'inizio della stagione 2010, a soli 29 anni, è stato costretto al ritiro a causa dei problemi fisici.

### Allenatore
Una volta appese le scarpe al chiodo, è stato annunciato come nuovo allenatore del Forward, ovvero quella che fino a pochi mesi prima era la sua squadra nelle vesti di giocatore. Nel 2011 ha concluso il campionato di Division 1 Norra al 5º posto, mentre nel 2012 ha condotto i gialloneri al 2º posto, uscendo sconfitto dal Falkenberg (quartultimo in Superettan) al termine del doppio spareggio promozione/salvezza.
A partire dalla stagione 2013 è approdato sulla panchina dell'Örebro con il ruolo di assistente del capo allenatore Per-Ola Ljung, oltre a quello di responsabile delle squadre Under-19 e Under-21. Kjäll è rimasto assistente dell'Örebro anche dopo il cambio di panchina avvenuto nel giugno 2014, quando l'altro assistente Alexander Axén è stato promosso a prima guida dopo l'addio di Ljung.
Nel corso dell'Allsvenskan 2017, Kjäll è diventato capo allenatore dell'Örebro a seguito della decisione di Axén di non rinnovare il contratto in scadenza, scelta che ha portato a un cambio immediato della guida tecnica. Di lì in poi, Kjäll ha condotto la squadra a salvezze perlopiù tranquille, riuscendo anche a chiudere l'Allsvenskan 2020 al settimo posto. Il 25 maggio 2021, all'indomani della sconfitta interna contro il Malmö FF valida per l'ottava giornata (l'ultima gara prima della pausa estiva), Kjäll ha lasciato il ruolo di capo allenatore dei bianconeri penultimi in classifica per diventare dirigente del club.
L'8 aprile 2022, Kjäll ha abbandonato il ruolo di dirigente per tornare ad allenare l'Örebro (nel frattempo retrocesso in Superettan), a seguito dell'esonero di Joel Cedergren avvenuto dopo la prima giornata di campionato. Il 26 agosto è stata ufficializzare la decisione di Kjäll di lasciare la panchina all'assistente Christian Järdler, nel tentativo di evitare una retrocessione. In quel momento la squadra occupava infatti il decimo posto, con due punti in più rispetto alla zona degli spareggi retrocessione.

## Palmarès

### Giocatore
- Superettan: 1

Trelleborg: 2006